# Cobitis elazigensis
Cobitis elazigensis är en fiskart som beskrevs av Brian W. Coad och Sarieyyüpoglu, 1988. Cobitis elazigensis ingår i släktet Cobitis och familjen nissögefiskar. Inga underarter finns listade i Catalogue of Life.